# Vitis monticola
Vitis monticola är en vinväxtart som beskrevs av Samuel Botsford Buckley. Vitis monticola ingår i släktet vinsläktet, och familjen vinväxter. Inga underarter finns listade i Catalogue of Life.